# Eteone aurantiaca
Eteone aurantiaca är en ringmaskart som beskrevs av Schmarda 1861. Eteone aurantiaca ingår i släktet Eteone och familjen Phyllodocidae.
Artens utbredningsområde är havet kring Nya Zeeland. Inga underarter finns listade i Catalogue of Life.